# Cock-a-leekie

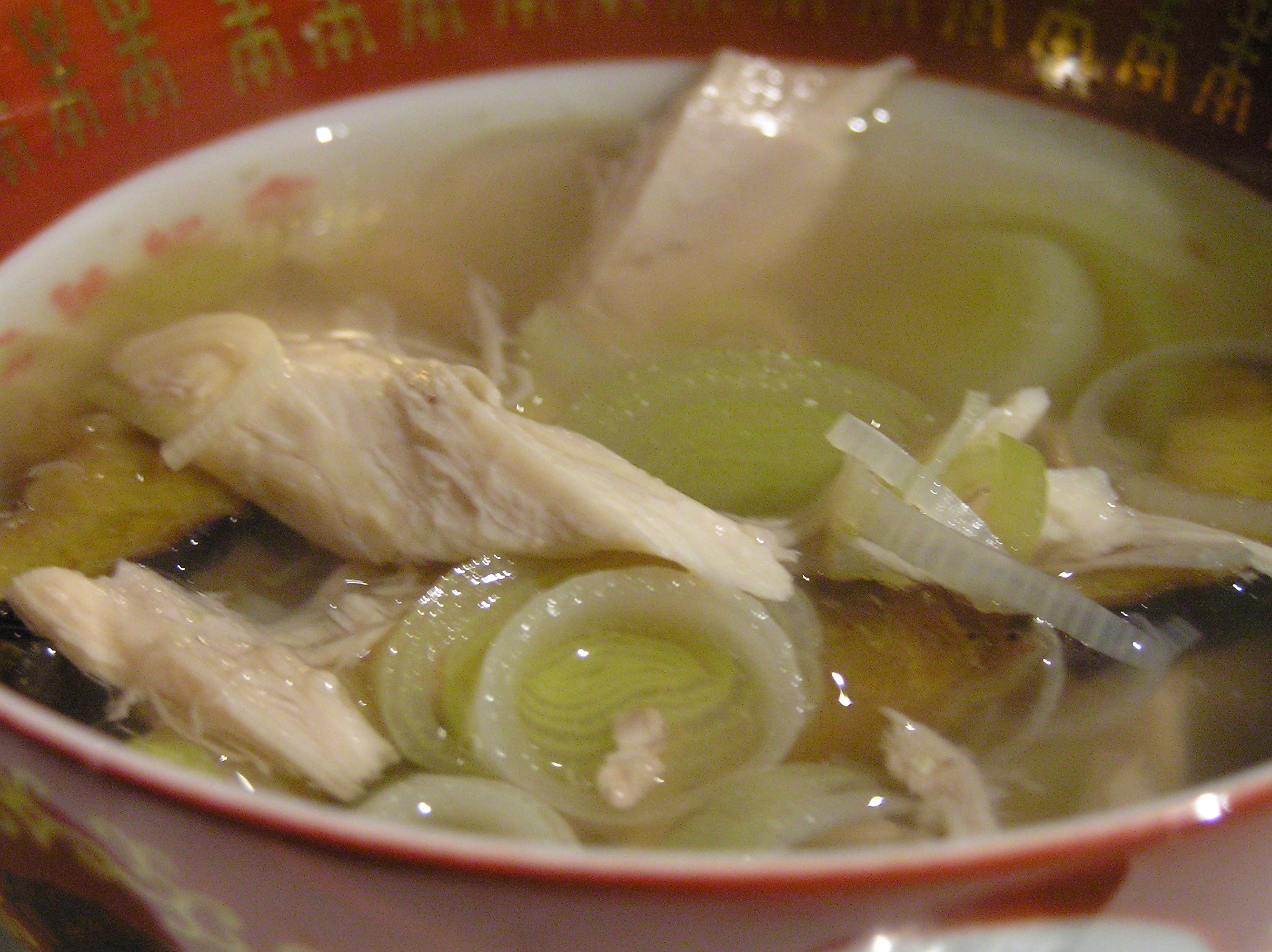
Cock-a-leekie Soup.

La cock-a-leekie soup es una sopa tradicional, típica del invierno, muy celebrada en la cocina escocesa. Se elabora principalmente con puerros, papas (algunas recetas mencionan arroz) y caldo de pollo, todo ello con mantequilla. Durante su elaboración, de forma tradicional se ha añadido a la receta ciruela seca. El uso del puerro (leek) da su nombre a la sopa, y cock hace referencia al caldo de pollo con el que se elabora.

## Historia
La sopa se menciona en los tratados de cocina del siglo XVI. La sopa se sirve a menudo en el Burns Suppers o en el St Andrew's Night Dinner (30 de noviembre).